# 波多野鼎

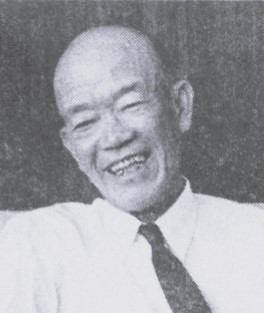
波多野 鼎

波多野 鼎（はたの かなえ、1896年（明治29年）3月30日 - 1976年（昭和51年）9月29日）は、日本の経済学者、政治家。参議院議員（1期）。

## 生涯
愛知県生まれ。1917年旧制八高卒業ののち東京帝国大学に入学、新人会で活動した。1920年法学部英法科卒業ののち南満洲鉄道東亜経済調査局に就職し、前期新人会員により結成された社会思想社に参加した。1922年に同志社大学教授となり、その後九州帝国大学教授を務める。経済学博士。
第二次世界大戦後に日本社会党に入党。1947年、第1回参議院議員通常選挙で福岡県選挙区から参議院議員に当選し、同年成立した片山内閣では平野力三が罷免された後に農林大臣に就任。社会党左派がこれに対する不満から四党協定を破棄、左右分裂を招くきっかけとなった。1953年の参院選で落選後は民主社会主義連盟事務局長として右派社会党における理論的指導者の1人として活動する傍ら、中央大学教授から中京大学商学部長を歴任。1966年春の叙勲で勲二等瑞宝章受章（勲三等からの昇叙）。

## 主著
- 『価値学説史』（全3巻）巌松堂書店、1928-30年

1. 正統学派の価値学説
2. 墺国学派の価値学説
3. 折衷学派の価値学説

- 『経済学史概論』第1-2、巌松堂書店、1931年
- 『経済学入門』日本評論社、1937年
- 『景気学説批判』日本評論社、1937年
- 『景気変動論』巌松堂書店、1937年
- 『証券市場論』巌松堂書店、1938年
- 『統制経済講話』日本評論社、1939年
- 『金融講話』ダイヤモンド社（入門経済学；第13）1941年
- 『フーリエの理想社会論』惇信堂（社会思想叢書；1）1946年
- 『サン・シモンの社会主義』惇信堂（社会思想叢書；2）1946年
- 『人道主義者ロバアト・オウエン』惇信堂（社会思想叢書；3）1946年
- 『マスクス主義大要』惇信堂（社会思想叢書；4）1946年
- 『国民経済学』惇信堂、1947年
- 『景気及び恐慌学説批判』岩崎書店、1948年
- 『日本経済の生態』朝日新聞社、1948年
- 『農村の民主化』廣文社、1949年
- 『経済読本』ダイヤモンド社、1952年
- 『社会思想史』日本労政協会、1952年
- 『国際経済入門』廣文社（入門経済学叢書）1953年
- 『国際経済講話』ダイヤモンド社、1954年